# Liste des monuments historiques de l'arrondissement de Nontron

Localisation de l'arrondissement de Nontron en Dordogne en 2017.

Cet article recense les monuments historiques de l'arrondissement de Nontron, dans le département de la Dordogne, en France.

## Statistiques
Au 31 décembre 2016, l'arrondissement de Nontron, au nord du département de la Dordogne, concentre 143 édifices protégés au titre des monuments historiques (16 % du total du département).

## Liste
La liste suivante recense les monuments historiques, classés par ordre alphabétique des communes, c'est-à-dire sans tenir compte de l'éventuel article « Le, La, Les ou L' » : toutes les communes commençant par « La Chapelle » sont donc classées dans les « C ». Elle précise entre parenthèses les communes nouvelles de 2016 et 2017, et intègre les modifications de limites d'arrondissements de 2017.
- Haut – A
- B
- C
- D
- E
- F
- G
- H
- I
- J
- K
- L
- M
- N
- O
- P
- Q
- R
- S
- T
- U
- V
- W
- X
- Y
- Z

| Monument | Commune                                                | Adresse                                           | Coordonnées                      | Notice         | Protection             | Date                        | Illustration |
| --- | ------------------------------------------------------ | ------------------------------------------------- | -------------------------------- | -------------- | ---------------------- | --------------------------- | --- |
| Église Saint-André | Abjat-sur-Bandiat                                      |                                                   | 45° 35′ 09″ nord, 0° 45′ 25″ est | « PA00132527 » | Inscription            | 1994                        | Église Saint-André |
| Château de Rouffiac | Angoisse                                               |                                                   | 45° 25′ 24″ nord, 1° 10′ 02″ est | « PA24000034 » | Inscription            | 2002                        | Château de Rouffiac |
| Vieux pont | Bourdeilles                                            | C.D. 106 d'Allemans                               | 45° 19′ 23″ nord, 0° 35′ 07″ est | « PA00082394 » | Inscription            | 1987                        | Vieux pont |
| Gisement préhistorique du Pont d'Ambon                                                                                           | Bourdeilles                                            |                                                   | 45° 18′ 01″ nord, 0° 32′ 19″ est | « PA24000056 » | Inscription            | 2007                        | Gisement préhistorique du Pont d'Ambon                                                                                           |
| Site de la grotte préhistorique des Bernoux                                                                                      | Bourdeilles                                            |                                                   | 45° 19′ 47″ nord, 0° 35′ 24″ est | « PA24000013 » | Inscription            | 1997                        | Site de la grotte préhistorique des Bernoux                                                                                      |
| Grotte du Trou de la Chèvre | Bourdeilles                                            |                                                   | 45° 19′ 36″ nord, 0° 35′ 22″ est | « PA24000012 » | Inscription            | 1997                        | Image manquante Téléverser |
| Maison du Sénéchal | Bourdeilles                                            |                                                   | 45° 19′ 20″ nord, 0° 35′ 16″ est | « PA00082393 » | Inscription            | 1971                        | Maison du Sénéchal |
| Gisement préhistorique du Fourneau du Diable                                                                                     | Bourdeilles                                            |                                                   | 45° 20′ 04″ nord, 0° 35′ 38″ est | « PA00082392 » | Classement             | 1980                        | Image manquante Téléverser |
| Château de Bourdeilles | Bourdeilles                                            |                                                   | 45° 19′ 20″ nord, 0° 35′ 12″ est | « PA00082391 » | Classement             | 1919                        | Château de Bourdeilles |
| Tour du Bourdeix | Le Bourdeix                                            |                                                   | 45° 35′ 20″ nord, 0° 37′ 52″ est | « PA00082396 » | Inscription            | 1988                        | Tour du Bourdeix |
| Église Saint-Pierre et Saint-Paul                                                                                                | Le Bourdeix                                            |                                                   | 45° 35′ 20″ nord, 0° 37′ 55″ est | « PA00082395 » | Inscription            | 1988                        | Église Saint-Pierre et Saint-Paul                                                                                                |
| Maison | Brantôme en Périgord (Brantôme)                        | 7 rue Joussen, anciennement rue de la Miséricorde | 45° 21′ 49″ nord, 0° 39′ 01″ est | « PA00082412 » | Inscription            | 1929                        | Maison |
| Immeuble | Brantôme en Périgord (Brantôme)                        | rue Victor-Hugo ; rue Gambetta                    | 45° 21′ 53″ nord, 0° 38′ 58″ est | « PA00082410 » | Inscription            | 1958                        | Immeuble |
| Maison voisine du pont | Brantôme en Périgord (Brantôme)                        |                                                   | 45° 21′ 56″ nord, 0° 39′ 01″ est | « PA00082411 » | Inscription            | 1931                        | Maison voisine du pont |
| Vestiges de l'ancienne église Saint-Pardoux-de-Feix, ou du Petit-Saint-Pardoux                                                   | Brantôme en Périgord (Brantôme)                        |                                                   | 45° 22′ 17″ nord, 0° 38′ 36″ est | « PA00082409 » | Inscription            | 1949                        | Vestiges de l'ancienne église Saint-Pardoux-de-Feix, ou du Petit-Saint-Pardoux                                                   |
| Ancienne église Notre-Dame | Brantôme en Périgord (Brantôme)                        |                                                   | 45° 21′ 50″ nord, 0° 38′ 52″ est | « PA00082408 » | Inscription            | 1958                        | Ancienne église Notre-Dame |
| Dolmen de Peyrelevade, ou de la Pierre levée                                                                                     | Brantôme en Périgord (Brantôme)                        |                                                   | 45° 21′ 41″ nord, 0° 39′ 47″ est | « PA00082407 » | Classement             | 1889                        | Dolmen de Peyrelevade, ou de la Pierre levée                                                                                     |
| Cluzeau de Chambrebrune | Brantôme en Périgord (Brantôme)                        |                                                   | 45° 21′ 08″ nord, 0° 37′ 31″ est | « PA00082406 » | Inscription            | 1988                        | Cluzeau de Chambrebrune |
| Château de Puymarteau | Brantôme en Périgord (Brantôme)                        |                                                   | 45° 21′ 56″ nord, 0° 39′ 34″ est | « PA00082405 » | Inscription            | 1981                        | Château de Puymarteau |
| Castel de la Hierce | Brantôme en Périgord (Brantôme)                        |                                                   | 45° 21′ 46″ nord, 0° 39′ 04″ est | « PA00082404 » | Classement             | 1892                        | Castel de la Hierce |
| Ancienne abbaye Saint-Pierre | Brantôme en Périgord (Brantôme)                        |                                                   | 45° 21′ 52″ nord, 0° 38′ 49″ est | « PA00082403 » | Inscription Classement | 2025 1840, 1891, 1912, 1957 | Ancienne abbaye Saint-Pierre |
| Église Notre-Dame-de-la-Nativité                                                                                                 | Brantôme en Périgord (Cantillac)                       |                                                   | 45° 23′ 46″ nord, 0° 38′ 32″ est | « PA00082429 » | Inscription            | 1970                        | Église Notre-Dame-de-la-Nativité                                                                                                 |
| Ruines du prieuré Saint-Jean de Belaygue                                                                                         | Brantôme en Périgord (La Gonterie-Boulouneix)          |                                                   | 45° 23′ 08″ nord, 0° 36′ 33″ est | « PA00082567 » | Inscription            | 1948                        | Ruines du prieuré Saint-Jean de Belaygue                                                                                         |
| Gisement de Tabaterie (abri Brouillaud et abri Sondougne)                                                                        | Brantôme en Périgord (La Gonterie-Boulouneix)          |                                                   | 45° 21′ 57″ nord, 0° 33′ 35″ est | « PA00082566 » | Classement             | 1909                        | Gisement de Tabaterie (abri Brouillaud et abri Sondougne)                                                                        |
| Église Saint-Côme-et-Saint-Damien de Boulouneix                                                                                  | Brantôme en Périgord (La Gonterie-Boulouneix)          |                                                   | 45° 22′ 42″ nord, 0° 34′ 49″ est | « PA00082565 » | Inscription            | 1946                        | Église Saint-Côme-et-Saint-Damien de Boulouneix                                                                                  |
| Château de Richemont | Brantôme en Périgord (Saint-Crépin-de-Richemont)       |                                                   | 45° 24′ 38″ nord, 0° 36′ 50″ est | « PA00082818 » | Inscription            | 1927                        | Château de Richemont |
| Colonne romaine de Sencenac | Brantôme en Périgord (Sencenac-Puy-de-Fourches)        | face à l'église                                   | 45° 18′ 37″ nord, 0° 41′ 51″ est | « PA00082995 » | Classement             | 1948                        | Colonne romaine de Sencenac |
| Mégalithe des Coutoux | Brantôme en Périgord (Valeuil)                         |                                                   | 45° 19′ 18″ nord, 0° 39′ 39″ est | « PA00083046 » | Inscription            | 1962                        | Mégalithe des Coutoux |
| Église Saint-Pantaléon | Brantôme en Périgord (Valeuil)                         |                                                   | 45° 20′ 00″ nord, 0° 37′ 05″ est | « PA00083045 » | Inscription            | 1974                        | Église Saint-Pantaléon |
| Dolmen de Laprougès | Brantôme en Périgord (Valeuil)                         |                                                   | 45° 19′ 04″ nord, 0° 38′ 48″ est | « PA00083044 » | Classement             | 1960                        | Dolmen de Laprougès |
| Château de Ramefort | Brantôme en Périgord (Valeuil)                         |                                                   | 45° 20′ 44″ nord, 0° 37′ 26″ est | « PA00083043 » | Inscription            | 1980                        | Château de Ramefort |
| Église Saint-Pierre et Saint-Paul                                                                                                | Bussac                                                 |                                                   | 45° 16′ 22″ nord, 0° 36′ 26″ est | « PA00082423 » | Inscription            | 1974                        | Église Saint-Pierre et Saint-Paul                                                                                                |
| Église Saint-Martial | Busserolles                                            |                                                   | 45° 40′ 34″ nord, 0° 38′ 30″ est | « PA00082424 » | Inscription            | 1958                        | Église Saint-Martial |
| Église Notre-Dame-de-la-Nativité                                                                                                 | Bussière-Badil                                         |                                                   | 45° 39′ 08″ nord, 0° 36′ 17″ est | « PA00082425 » | Classement             | 1862                        | Église Notre-Dame-de-la-Nativité                                                                                                 |
| Ancienne forge de Mavaleix | Chalais                                                |                                                   | 45° 30′ 21″ nord, 0° 57′ 45″ est | « PA00082461 » | Inscription            | 1972                        | Image manquante Téléverser |
| Château de Mavaleix | Chalais                                                |                                                   | 45° 30′ 15″ nord, 0° 57′ 32″ est | « PA00082460 » | Inscription            | 1947                        | Château de Mavaleix |
| Église Saint-Christophe | Champagnac-de-Belair                                   |                                                   | 45° 23′ 37″ nord, 0° 41′ 55″ est | « PA00082462 » | Inscription            | 1948                        | Église Saint-Christophe |
| Église Saint-Paul de Reilhac | Champniers-et-Reilhac                                  |                                                   | 45° 41′ 09″ nord, 0° 41′ 45″ est | « PA00082469 » | Classement             | 1965                        | Église Saint-Paul de Reilhac |
| Château de La Chapelle-Faucher                                                                                                   | La Chapelle-Faucher                                    | R.D. 78                                           | 45° 22′ 10″ nord, 0° 45′ 04″ est | « PA00082479 » | Inscription Classement | 2001 2001                   | Château de La Chapelle-Faucher                                                                                                   |
| Prieuré de Notre-Dame de Puymartin                                                                                               | La Chapelle-Faucher                                    |                                                   | 45° 22′ 51″ nord, 0° 46′ 38″ est | « PA00082482 » | Inscription            | 1948                        | Prieuré de Notre-Dame de Puymartin                                                                                               |
| Église de Jumilhac-le-Petit | La Chapelle-Faucher                                    |                                                   | 45° 23′ 03″ nord, 0° 45′ 50″ est | « PA00082481 » | Inscription            | 1948                        | Église de Jumilhac-le-Petit |
| Église Notre-Dame-de-L'Assomption                                                                                                | La Chapelle-Faucher                                    |                                                   | 45° 22′ 14″ nord, 0° 45′ 04″ est | « PA00082480 » | Inscription            | 1938                        | Église Notre-Dame-de-L'Assomption                                                                                                |
| Lanterne des Morts de Cherveix-Cubas                                                                                             | Cherveix-Cubas                                         | dans le cimetière                                 | 45° 17′ 46″ nord, 1° 07′ 34″ est | « PA00082490 » | Inscription            | 1939                        | Lanterne des Morts de Cherveix-Cubas                                                                                             |
| Maison dite du Temple de l'Eau                                                                                                   | Cherveix-Cubas                                         |                                                   | 45° 17′ 13″ nord, 1° 06′ 12″ est | « PA00082491 » | Inscription            | 1975                        | Maison dite du Temple de l'Eau                                                                                                   |
| Église Saint-Martial-Laborie | Cherveix-Cubas                                         |                                                   | 45° 16′ 52″ nord, 1° 06′ 23″ est | « PA00082489 » | Inscription            | 1974                        | Église Saint-Martial-Laborie |
| Église Saint-Étienne | Condat-sur-Trincou                                     |                                                   | 45° 22′ 53″ nord, 0° 42′ 26″ est | « PA00082495 » | Inscription            | 1948                        | Église Saint-Étienne |
| Dolmen de Peyrelevade | Condat-sur-Trincou                                     |                                                   | 45° 22′ 13″ nord, 0° 42′ 05″ est | « PA00082494 » | Classement             | 1960                        | Dolmen de Peyrelevade |
| Château de Connezac | Connezac                                               |                                                   | 45° 30′ 15″ nord, 0° 31′ 26″ est | « PA00082498 » | Inscription            | 2022                        | Château de Connezac |
| Château de Laxion | Corgnac-sur-l'Isle                                     |                                                   | 45° 22′ 48″ nord, 0° 55′ 48″ est | « PA00082499 » | Inscription            | 2009                        | Château de Laxion |
| Église Saint-Martin | Coulaures                                              |                                                   | 45° 18′ 24″ nord, 0° 58′ 57″ est | « PA00082505 » | Inscription            | 1948                        | Église Saint-Martin |
| Château de la Reille | Coulaures                                              |                                                   | 45° 18′ 05″ nord, 0° 58′ 37″ est | « PA00082504 » | Inscription            | 1975                        | Château de la Reille |
| Château de Glane | Coulaures                                              |                                                   | 45° 19′ 53″ nord, 0° 57′ 08″ est | « PA00082503 » | Inscription            | 1988                        | Château de Glane |
| Château de la Cousse | Coulaures                                              |                                                   | 45° 17′ 43″ nord, 0° 59′ 35″ est | « PA00082502 » | Inscription            | 1962                        | Château de la Cousse |
| Chapelle Notre-Dame | Coulaures                                              |                                                   | 45° 18′ 23″ nord, 0° 58′ 52″ est | « PA00082501 » | Inscription            | 1938                        | Chapelle Notre-Dame |
| Forge d'Ans (maison de maître, moulerie, parc, anciens hauts fourneaux, ancienne centrale électrique)                            | Cubjac-Auvézère-Val d'Ans (La Boissière-d'Ans)         | la Forge d'Ans                                    | 45° 13′ 37″ nord, 0° 59′ 08″ est | « PA24000096 » | Inscription            | 2018                        | Forge d'Ans(maison de maître, moulerie, parc, anciens hauts fourneaux, ancienne centrale électrique)                             |
| Château de Marqueyssac | Cubjac-Auvézère-Val d'Ans (Saint-Pantaly-d'Ans)        |                                                   | 45° 14′ 23″ nord, 0° 59′ 37″ est | « PA24000084 » | Inscription            | 2013                        | Château de Marqueyssac |
| Château de Dussac | Dussac                                                 |                                                   | 45° 23′ 41″ nord, 1° 05′ 02″ est | « PA00082524 » | Inscription            | 1927                        | Château de Dussac |
| Hôtel de Vendeuil, du XVIIIe siècle                                                                                              | Excideuil                                              | rue Jean-Jaurès                                   | 45° 20′ 13″ nord, 1° 02′ 57″ est | « PA00082528 » | Inscription            | 1948                        | Hôtel de Vendeuil, du XVIIIe siècle                                                                                              |
| Église Saint-Thomas | Excideuil                                              |                                                   | 45° 20′ 15″ nord, 1° 02′ 54″ est | « PA00082527 » | Inscription            | 1926                        | Église Saint-Thomas |
| Château d'Excideuil | Excideuil                                              |                                                   | 45° 20′ 02″ nord, 1° 02′ 58″ est | « PA00082526 » | Classement             | 2014                        | Château d'Excideuil |
| Forge Neuve | Javerlhac-et-la-Chapelle-Saint-Robert                  |                                                   | 45° 34′ 30″ nord, 0° 32′ 59″ est | « PA00082589 » | Inscription            | 2021                        | Forge Neuve |
| Église Saint-Étienne | Javerlhac-et-la-Chapelle-Saint-Robert                  |                                                   | 45° 34′ 07″ nord, 0° 33′ 36″ est | « PA00082588 » | Inscription            | 1948                        | Église Saint-Étienne |
| Église Saint-Robert de la Chapelle-Saint-Robert                                                                                  | Javerlhac-et-la-Chapelle-Saint-Robert                  |                                                   | 45° 34′ 16″ nord, 0° 31′ 05″ est | « PA00082587 » | Classement             | 1920                        | Église Saint-Robert de la Chapelle-Saint-Robert                                                                                  |
| Château de Javerlhac | Javerlhac-et-la-Chapelle-Saint-Robert                  |                                                   | 45° 34′ 07″ nord, 0° 33′ 34″ est | « PA00082586 » | Inscription            | 1974                        | Château de Javerlhac |
| Pont de la Tour sur la rivière l'Isle (également sur les communes de Saint-Yrieix-la-Perche et Le Chalard, dans la Haute-Vienne) | Jumilhac-le-Grand                                      |                                                   | 45° 32′ 27″ nord, 1° 07′ 55″ est | « PA00082594 » | Classement             | 1984                        | Pont de la Tour sur la rivière l'Isle (également sur les communes de Saint-Yrieix-la-Perche et Le Chalard, dans la Haute-Vienne) |
| Église Saint-Pierre-ès-Liens | Jumilhac-le-Grand                                      |                                                   | 45° 29′ 33″ nord, 1° 03′ 36″ est | « PA00082593 » | Inscription            | 1925                        | Église Saint-Pierre-ès-Liens |
| Château de Jumilhac | Jumilhac-le-Grand                                      |                                                   | 45° 29′ 35″ nord, 1° 03′ 36″ est | « PA00082592 » | Classement             | 1922                        | Château de Jumilhac |
| Église Notre-Dame | Lempzours                                              |                                                   | 45° 21′ 38″ nord, 0° 49′ 05″ est | « PA00082612 » | Classement             | 1938                        | Église Notre-Dame |
| Villa gallo-romaine | Lussas-et-Nontronneau                                  | Nontronneau                                       | 45° 31′ 53″ nord, 0° 36′ 34″ est | « PA00082625 » | Inscription            | 1984                        | Villa gallo-romaine |
| Château de Beauvais | Lussas-et-Nontronneau                                  |                                                   | 45° 30′ 41″ nord, 0° 35′ 23″ est | « PA00082624 » | Inscription            | 2011                        | Château de Beauvais |
| Ruines de l'ancienne chapelle de Fontroubade, appelée église Notre-Dame puis Sainte-Radegonde                                    | Lussas-et-Nontronneau                                  |                                                   | 45° 31′ 26″ nord, 0° 32′ 59″ est | « PA00082623 » | Inscription            | 1988                        | Ruines de l'ancienne chapelle de Fontroubade, appelée église Notre-Dame puis Sainte-Radegonde                                    |
| Église Saint-Étienne | Mareuil en Périgord (Beaussac)                         |                                                   | 45° 29′ 39″ nord, 0° 29′ 59″ est | « PA00082361 » | Inscription            | 1948                        | Église Saint-Étienne |
| Château de Poutignac | Mareuil en Périgord (Beaussac)                         |                                                   | 45° 31′ 04″ nord, 0° 28′ 29″ est | « PA00082360 » | Inscription            | 1948                        | Château de Poutignac |
| Château d'Aucors | Mareuil en Périgord (Beaussac)                         |                                                   | 45° 29′ 22″ nord, 0° 29′ 04″ est | « PA00082359 » | Inscription            | 1948                        | Château d'Aucors |
| Église Saint-Fiacre | Mareuil en Périgord (Champeaux-et-la-Chapelle-Pommier) |                                                   | 45° 27′ 16″ nord, 0° 33′ 16″ est | « PA24000066 » | Inscription            | 2008                        | Église Saint-Fiacre |
| Gisement de la Font-Bargeix | Mareuil en Périgord (Champeaux-et-la-Chapelle-Pommier) |                                                   | 45° 27′ 56″ nord, 0° 36′ 22″ est | « PA00083075 » | Inscription            | 1989                        | Image manquante Téléverser |
| Église Saint-Martin de Champeaux                                                                                                 | Mareuil en Périgord (Champeaux-et-la-Chapelle-Pommier) |                                                   | 45° 28′ 28″ nord, 0° 34′ 46″ est | « PA00082468 » | Inscription            | 1948                        | Église Saint-Martin de Champeaux                                                                                                 |
| Château des Bernardières | Mareuil en Périgord (Champeaux-et-la-Chapelle-Pommier) |                                                   | 45° 28′ 37″ nord, 0° 33′ 53″ est | « PA00082467 » | Inscription            | 2016                        | Château des Bernardières |
| Église Saint-André | Mareuil en Périgord (Les Graulges)                     |                                                   | 45° 29′ 44″ nord, 0° 26′ 28″ est | « PA00082570 » | Classement             | 1936                        | Église Saint-André |
| Église Saint-Maurice | Mareuil en Périgord (Léguillac-de-Cercles)             |                                                   | 45° 23′ 31″ nord, 0° 30′ 49″ est | « PA00082611 » | Inscription            | 2013                        | Église Saint-Maurice |
| Ruines de l'église de Saint-Priest de Mareuil                                                                                    | Mareuil en Périgord (Mareuil)                          |                                                   | 45° 27′ 20″ nord, 0° 26′ 22″ est | « PA00082631 » | Inscription            | 1948                        | Ruines de l'église de Saint-Priest de Mareuil                                                                                    |
| Église de Saint-Pardoux de Mareuil                                                                                               | Mareuil en Périgord (Mareuil)                          |                                                   | 45° 26′ 09″ nord, 0° 26′ 41″ est | « PA00082630 » | Classement             | 1912                        | Église de Saint-Pardoux de Mareuil                                                                                               |
| Château de Mareuil | Mareuil en Périgord (Mareuil)                          |                                                   | 45° 27′ 14″ nord, 0° 27′ 04″ est | « PA00082629 » | Classement             | 1862                        | Château de Mareuil |
| Château de Beauregard | Mareuil en Périgord (Mareuil)                          |                                                   | 45° 26′ 02″ nord, 0° 26′ 03″ est | « PA00082628 » | Inscription            | 1948                        | Château de Beauregard |
| Château de Beaulieu | Mareuil en Périgord (Mareuil)                          |                                                   | 45° 26′ 09″ nord, 0° 25′ 12″ est | « PA00082627 » | Inscription            | 1948                        | Château de Beaulieu |
| Église Notre-Dame-de-la-Nativité                                                                                                 | Mareuil en Périgord (Monsec)                           |                                                   | 45° 25′ 17″ nord, 0° 31′ 59″ est | « PA00082683 » | Inscription            | 1925                        | Église Notre-Dame-de-la-Nativité                                                                                                 |
| Église Saint-Sulpice | Mareuil en Périgord (Saint-Sulpice-de-Mareuil)         |                                                   | 45° 28′ 03″ nord, 0° 30′ 27″ est | « PA00082902 » | Inscription            | 1948                        | Église Saint-Sulpice |
| Croix à l'entrée du parc du château de la Faye                                                                                   | Mareuil en Périgord (Saint-Sulpice-de-Mareuil)         | entrée parc du château de la Faye                 | 45° 28′ 10″ nord, 0° 30′ 39″ est | « PA00082901 » | Inscription            | 1948                        | Croix à l'entrée du parc du château de la Faye                                                                                   |
| Château de Chanet | Mareuil en Périgord (Vieux-Mareuil)                    |                                                   | 45° 25′ 28″ nord, 0° 30′ 36″ est | « PA24000071 » | Inscription            | 2009                        | Château de Chanet |
| Grotte préhistorique de Fronsac                                                                                                  | Mareuil en Périgord (Vieux-Mareuil)                    |                                                   | 45° 26′ 42″ nord, 0° 29′ 05″ est | « PA24000019 » | Classement             | 2024                        | Image manquante Téléverser |
| Église Saint-Pierre-ès-Liens | Mareuil en Périgord (Vieux-Mareuil)                    |                                                   | 45° 25′ 48″ nord, 0° 29′ 58″ est | « PA00083061 » | Classement             | 1912                        | Église Saint-Pierre-ès-Liens |
| Église Saint-Saturnin | Mayac                                                  |                                                   | 45° 16′ 53″ nord, 0° 56′ 22″ est | « PA00082641 » | Inscription            | 2008                        | Église Saint-Saturnin |
| Maison | Milhac-de-Nontron                                      | Hameau de Fousseyraud                             | 45° 28′ 22″ nord, 0° 46′ 53″ est | « PA00082646 » | Inscription            | 1974                        | Maison |
| Calvaire-autel | Nanthiat                                               | sur la place publique                             | 45° 24′ 26″ nord, 0° 59′ 05″ est | « PA00082710 » | Classement             | 1926                        | Calvaire-autel |
| Château de Nanthiat | Nanthiat                                               |                                                   | 45° 24′ 25″ nord, 0° 59′ 03″ est | « PA00082711 » | Inscription            | 1946                        | Château de Nanthiat |
| Château de Nontron | Nontron                                                |                                                   | 45° 31′ 40″ nord, 0° 39′ 40″ est | « PA00082714 » | Inscription            | 1984                        | Château de Nontron |
| Ancienne papeterie de Vaux | Payzac                                                 |                                                   | 45° 23′ 26″ nord, 1° 14′ 42″ est | « PA00135168 » | Classement             | 1996                        | Ancienne papeterie de Vaux |
| Église de la Transfiguration Église Saint-Sauveur                                                                                | Payzac                                                 |                                                   | 45° 24′ 04″ nord, 1° 13′ 12″ est | « PA00135167 » | Inscription            | 1995                        | Église de la TransfigurationÉglise Saint-Sauveur                                                                                 |
| Grange ovalaire de La Roche-Picout                                                                                               | Payzac                                                 |                                                   | 45° 27′ 09″ nord, 1° 14′ 08″ est | « PA24000102 » | Inscription            | 2023                        | Image manquante Téléverser |
| Granges ovales jumelles de Vaux                                                                                                  | Payzac                                                 |                                                   | 45° 23′ 36″ nord, 1° 14′ 43″ est | « PA00083102 » | Classement             | 1996                        | Granges ovales jumelles de Vaux                                                                                                  |
| Grange ovale du Peyrat | Payzac                                                 |                                                   | 45° 25′ 53″ nord, 1° 15′ 39″ est | « PA00083101 » | Inscription            | 1992                        | Grange ovale du Peyrat |
| Bâtiments du Rouveix | Payzac                                                 |                                                   | 45° 25′ 26″ nord, 1° 15′ 13″ est | « PA00083100 » | Inscription            | 1992                        | Bâtiments du Rouveix |
| Pont de Laveyra sur l'Auvézère (ou pont Lasveyras, ou pont Laveyrat)                                                             | Payzac                                                 |                                                   | 45° 25′ 00″ nord, 1° 15′ 08″ est | « PA00082723 » | Inscription            | 1987                        | Pont de Laveyra sur l'Auvézère(ou pont Lasveyras, ou pont Laveyrat)                                                              |
| Église Saint-Étienne de Pluviers                                                                                                 | Piégut-Pluviers                                        |                                                   | 45° 37′ 50″ nord, 0° 42′ 18″ est | « PA24000016 » | Inscription            | 1997                        | Église Saint-Étienne de Pluviers                                                                                                 |
| Tour de Piégut | Piégut-Pluviers                                        |                                                   | 45° 37′ 18″ nord, 0° 41′ 12″ est | « PA00082766 » | Inscription            | 1946                        | Tour de Piégut |
| Église Notre-Dame de la Purification                                                                                             | Preyssac-d'Excideuil                                   |                                                   | 45° 20′ 15″ nord, 1° 06′ 10″ est | « PA00082774 » | Inscription            | 1948                        | Église Notre-Dame de la Purification                                                                                             |
| Château de Vaugoubert | Quinsac                                                |                                                   | 45° 25′ 28″ nord, 0° 41′ 47″ est | « PA00082778 » | Inscription            | 1948                        | Château de Vaugoubert |
| Église Saint-Martin d'Argentine                                                                                                  | La Rochebeaucourt-et-Argentine                         |                                                   | 45° 28′ 21″ nord, 0° 22′ 36″ est | « PA00082784 » | Classement             | 1974                        | Église Saint-Martin d'Argentine                                                                                                  |
| Église Saint-Théodore de La Rochebeaucourt                                                                                       | La Rochebeaucourt-et-Argentine                         |                                                   | 45° 29′ 04″ nord, 0° 22′ 47″ est | « PA00082783 » | Classement             | 1923                        | Église Saint-Théodore de La Rochebeaucourt                                                                                       |
| Château de Bellussière | Rudeau-Ladosse                                         |                                                   | 45° 29′ 41″ nord, 0° 32′ 10″ est | « PA00082789 » | Inscription            | 1948                        | Château de Bellussière |
| Église Saint-Cyr-et-Sainte-Juliette                                                                                              | Saint-Cyr-les-Champagnes                               |                                                   | 45° 22′ 42″ nord, 1° 17′ 22″ est | « PA00082826 » | Inscription            | 1970                        | Église Saint-Cyr-et-Sainte-Juliette                                                                                              |
| Restes du prieuré de Badeix | Saint-Estèphe                                          |                                                   | 45° 37′ 02″ nord, 0° 39′ 35″ est | « PA00082827 » | Inscription            | 1938                        | Restes du prieuré de Badeix |
| Château Saulnier | Saint-Front-la-Rivière                                 |                                                   | 45° 28′ 16″ nord, 0° 43′ 32″ est | « PA00082834 » | Inscription            | 1969 2015                   | Château Saulnier |
| Château de la Renaudie | Saint-Front-la-Rivière                                 |                                                   | 45° 26′ 50″ nord, 0° 43′ 33″ est | « PA00082833 » | Inscription            | 1946                        | Château de la Renaudie |
| Château de Pommier | Saint-Front-la-Rivière                                 |                                                   | 45° 27′ 43″ nord, 0° 43′ 36″ est | « PA00082832 » | Inscription            | 1959                        | Château de Pommier |
| Ancienne résidence médiévale du Repaire                                                                                          | Saint-Front-sur-Nizonne                                |                                                   | 45° 28′ 24″ nord, 0° 36′ 57″ est | « PA24000025 » | Inscription            | 1999                        | Image manquante Téléverser |
| Église Saint-Front | Saint-Front-sur-Nizonne                                |                                                   | 45° 28′ 46″ nord, 0° 38′ 17″ est | « PA00082835 » | Inscription            | 1948                        | Église Saint-Front |
| Ancien prieuré de Saint-Jean-de-Côle (ou ancienne abbaye)                                                                        | Saint-Jean-de-Côle                                     | place du Vieux-Pont                               | 45° 25′ 19″ nord, 0° 50′ 17″ est | « PA00082844 » | Inscription Classement | 2002 2003                   | Ancien prieuré de Saint-Jean-de-Côle (ou ancienne abbaye)                                                                        |
| Vieux pont sur la Côle | Saint-Jean-de-Côle                                     |                                                   | 45° 25′ 19″ nord, 0° 50′ 13″ est | « PA00082847 » | Inscription            | 1925                        | Vieux pont sur la Côle |
| Église Saint-Jean-Baptiste | Saint-Jean-de-Côle                                     |                                                   | 45° 25′ 18″ nord, 0° 50′ 17″ est | « PA00082846 » | Classement             | 1862                        | Église Saint-Jean-Baptiste |
| Château de la Marthonie | Saint-Jean-de-Côle                                     |                                                   | 45° 25′ 17″ nord, 0° 50′ 20″ est | « PA00082845 » | Classement             | 1943                        | Château de la Marthonie |
| Église Saint-Georges | Saint-Jory-las-Bloux                                   |                                                   | 45° 21′ 45″ nord, 0° 57′ 53″ est | « PA00082849 » | Inscription            | 1961                        | Église Saint-Georges |
| Église Saint-Martial (façade occidentale)                                                                                        | Saint-Martial-de-Valette                               |                                                   | 45° 31′ 05″ nord, 0° 38′ 57″ est | « PA00082867 » | Inscription            | 1942                        | Église Saint-Martial(façade occidentale)                                                                                         |
| Site de la grotte des Fraux | Saint-Martin-de-Fressengeas                            |                                                   | 45° 26′ 48″ nord, 0° 51′ 14″ est | « PA00135171 » | Inscription            | 1995                        | Image manquante Téléverser |
| Église Saint-Martin | Saint-Martin-le-Pin                                    |                                                   | 45° 33′ 20″ nord, 0° 36′ 44″ est | « PA00082872 » | Inscription            | 1942                        | Église Saint-Martin |
| Tour du château des Charreaux | Saint-Médard-d'Excideuil                               |                                                   | 45° 19′ 43″ nord, 1° 05′ 05″ est | « PA00082875 » | Inscription            | 1948                        | Tour du château des Charreaux |
| Hôtel des Voyageurs | Saint-Pardoux-la-Rivière                               | rue de la Grande-Barre                            | 45° 29′ 36″ nord, 0° 44′ 45″ est | « PA00082885 » | Inscription            | 1976                        | Hôtel des Voyageurs |
| Monument aux morts | Saint-Pardoux-la-Rivière                               | place du Général-de-Gaulle                        | 45° 29′ 42″ nord, 0° 44′ 44″ est | « PA24000092 » | Inscription            | 2015                        | Monument aux morts |
| Église Saint-Pierre-ès-Liens | Saint-Pierre-de-Côle                                   |                                                   | 45° 22′ 16″ nord, 0° 47′ 33″ est | « PA00082890 » | Inscription            | 1926                        | Église Saint-Pierre-ès-Liens |
| Ruines du château de Bruzac | Saint-Pierre-de-Côle                                   |                                                   | 45° 22′ 55″ nord, 0° 48′ 10″ est | « PA00082889 » | Inscription            | 1948                        | Ruines du château de Bruzac |
| Chapelle des Ladres de Bruzac | Saint-Pierre-de-Côle                                   |                                                   | 45° 22′ 48″ nord, 0° 48′ 17″ est | « PA00082888 » | Inscription            | 1948                        | Chapelle des Ladres de Bruzac |
| Château de Vieillecour | Saint-Pierre-de-Frugie                                 |                                                   | 45° 35′ 17″ nord, 1° 01′ 06″ est | « PA00082892 » | Inscription            | 1946                        | Château de Vieillecour |
| Château de Frugie | Saint-Pierre-de-Frugie                                 |                                                   | 45° 34′ 24″ nord, 0° 59′ 44″ est | « PA00082891 » | Inscription            | 1968                        | Château de Frugie |
| Église Saint-Raphaël | Saint-Raphaël                                          |                                                   | 45° 18′ 15″ nord, 1° 04′ 25″ est | « PA00082898 » | Inscription            | 1927                        | Église Saint-Raphaël |
| Manoir d'Igonie, ou manoir d'Ygonie                                                                                              | Saint-Sulpice-d'Excideuil                              |                                                   | 45° 23′ 04″ nord, 1° 00′ 25″ est | « PA00082904 » | Inscription            | 1965 2018                   | Manoir d'Igonie, ou manoir d'Ygonie                                                                                              |
| Église Saint-Césaire | Saint-Sulpice-d'Excideuil                              |                                                   | 45° 23′ 21″ nord, 1° 00′ 25″ est | « PA00082903 » | Inscription            | 1974                        | Église Saint-Césaire |
| Église Saint-Léger | Sarlande                                               |                                                   | 45° 27′ 03″ nord, 1° 07′ 06″ est | « PA00082915 » | Inscription            | 1949                        | Église Saint-Léger |
| Château de la Forge | Savignac-Lédrier                                       |                                                   | 45° 21′ 57″ nord, 1° 12′ 51″ est | « PA00082991 » | Inscription Classement | 1984 1979                   | Château de la Forge |
| Église Saint-Pierre-ès-Liens | Teyjat                                                 |                                                   | 45° 35′ 08″ nord, 0° 34′ 32″ est | « PA24000097 » | Inscription            | 2019                        | Église Saint-Pierre-ès-Liens |
| Grotte de la Mairie | Teyjat                                                 |                                                   | 45° 35′ 10″ nord, 0° 34′ 30″ est | « PA00083015 » | Classement             | 1910                        | Grotte de la Mairie |
| Église Notre-Dame de l'Assomption                                                                                                | Thiviers                                               |                                                   | 45° 24′ 52″ nord, 0° 55′ 17″ est | « PA00083018 » | Inscription            | 1926                        | Église Notre-Dame de l'Assomption                                                                                                |
| Château de Varaignes | Varaignes                                              |                                                   | 45° 35′ 52″ nord, 0° 31′ 51″ est | « PA00083050 » | Inscription            | 1948                        | Château de Varaignes |
| Grotte de Villars, ou grotte préhistorique du Cluzeau                                                                            | Villars                                                |                                                   | 45° 26′ 32″ nord, 0° 47′ 05″ est | « PA00083067 » | Classement             | 1958                        | Grotte de Villars, ou grotte préhistorique du Cluzeau                                                                            |
| Église Saint-Martial de Villars                                                                                                  | Villars                                                |                                                   | 45° 25′ 12″ nord, 0° 45′ 13″ est | « PA00083066 » | Inscription            | 1950                        | Église Saint-Martial de Villars                                                                                                  |
| Château de Puyguilhem | Villars                                                |                                                   | 45° 25′ 34″ nord, 0° 44′ 40″ est | « PA00083065 » | Inscription Classement | 1945 1912                   | Château de Puyguilhem |
| Ruines de l'abbaye de Boschaud                                                                                                   | Villars                                                |                                                   | 45° 25′ 21″ nord, 0° 43′ 56″ est | « PA00083064 » | Classement             | 1950                        | Ruines de l'abbaye de Boschaud                                                                                                   |